# Bocula lophoproctis
Bocula lophoproctis är en fjärilsart som beskrevs av George Francis Hampson 1922. Bocula lophoproctis ingår i släktet Bocula och familjen nattflyn. Inga underarter finns listade i Catalogue of Life.